# La leyenda de Tarzán
La leyenda de Tarzán (originalmente: The Legend of Tarzan) es una película estadounidense de 2016, dirigida por David Yates y escrita por Stuart Beattie, Craig Brewer, John Collee y Adam Cozad, basada en el personaje de ficción Tarzán, creado por Edgar Rice Burroughs. Está protagonizada por Alexander Skarsgård (Tarzán), Margot Robbie (Jane), Christoph Waltz (León Rom), Samuel L. Jackson (George Washington Williams), Djimon Hounsou (el jefe tribal Mbonga) y Jim Broadbent.[cita requerida]
El rodaje de la película comenzó el 30 de junio del 2014. Se estrenó el 1 de julio del 2016.[cita requerida]
La leyenda de Tarzán se convirtió en una superproducción que alcanzó el primer puesto en taquilla durante semanas, y recaudó más de 356 millones de dólares en todo el mundo.[cita requerida]

## Argumento
Han pasado varios años desde que el hombre conocido una vez como Tarzán dejó la selva de África atrás, para vivir una apacible vida acomodada en Londres como John Clayton III, Lord Greystoke, con su amada esposa Jane. Ahora, el rey belga Leopoldo le pide que vaya a África para ver lo que ha hecho allí para ayudar al país. Ha sido invitado de nuevo a viajar al Congo Belga para servir como emisario de los intereses comerciales del Parlamento Británico, aunque al principio se niega, un estadounidense, George Washington Williams, quiere que acepte para que pueda acompañarlo y le dice que Leopoldo podría estar cometiendo todo tipo de atrocidades para lograr su objetivo, sin saber que él es un peón en una convergencia mortal de la avaricia y la venganza, ideada por el capitán belga Leon Rom.

## Reparto
- Alexander Skarsgård como John Clayton III, Lord Greystoke / Tarzán.[3] Sobre su personaje de Tarzán, Skarsgård dijo: «se trata de un hombre que se está frenando a sí mismo y poco a poco debe pelear más, vuelve a un estado más animal y permite que ese lado de su personalidad se exponga mas».[4] Para tener el físico de Tarzán, realizó un régimen intenso de entrenamiento de cuatro meses antes de comenzar la filmación de la película, ganando (10,8 kg) de masa muscular.[4][5] Parte de su entrenamiento fue realizado bajo la supervisión del coreógrafo Wayne McGregor.[5][6]
  - Rory J. Saper como Tarzán hasta los 18 años.
  - Cristiano Stevens como Tarzán a los 5 años.
- Margot Robbie como Jane Porter, Lady Greystoke,[7] esposa de Tarzán.
  - Ella Purnell como Jane Porter de joven.[8]
- Christoph Waltz como el capitán Rom.
- Samuel L. Jackson como George Washington Williams.[9]
- Djimon Hounsou como el jefe Mbonga.
- Jim Broadbent como el primer ministro británico.

## Producción

### Desarrollo
En junio de 2003, John August se sentó a adaptar una película de gran presupuesto, como es la versión cinematográfica moderna de Tarzán, para Warner Bros. y Jerry Weintraub Productions. El 14 de diciembre de 2006, se anunció que Warner Bros. estaba desarrollando una película sobre el personaje de ficción creado por Edgar Rice Burroughs, que Jerry Weintraub produciría la película, y que Guillermo del Toro iba a dirigirla, mientras que John Collee estaría a cargo del guion. El 2 de noviembre de 2008 Warner Bros. informó que el director Stephen Sommers se encontraba en negociaciones para dirigir la película, y que la iba a coescribir junto a Stuart Beattie. Más tarde, el 3 de diciembre de 2008, Entertainment Weekly publicó que la película se iba a parecer al estilo de los filmes de Piratas del Caribe. En julio de 2009, el escritor Beattie habló sobre la versión de Tarzán en la que estaba trabajando, y dijo que sería "gran película romántica de acción y aventura", y que implicaría escenas en parkour y otras de acción con mucha energía. Más tarde, en octubre de 2010, se anunció que Sommers, que esperaba para dirigir la película, ha dejado el "proyecto de la película 'Tarzán '. El proyecto estaba en pausa después de que Sommers lo dejó pero más tarde El 6 de mayo de 2011, Warner Bros. comenzó otra vez el desarrollo de la película, el estudio contrató a dos escritores Craig Brewer y Adam Cozad para que escribieran distintos borradores. El 2 de junio de 2011 se confirmó que Brewer, que volverá a escribir y dirigir la película  Tarzán . En octubre de 2011, Brewer se le preguntó sobre la  trilogía Tarzán , pero él lo negó, y él ha dado el guion al estudio. El 18 de junio de 2012, David Yates, Gary Ross y Susanna White estaban dando vueltas alrededor de la persona que dirigiría para Warner Bros.  Tarzán . El 1 de agosto de 2012, salto la noticia de que el director David Yates está terminando las negociaciones para dirigir la película  Tarzán . Más tarde 7 de noviembre de 2012 David Yates confirmó que él va a dirigir la película. El 10 de abril de 2013 Fecha límite informó de que el estudio se ha paralizado la producción de la película de este año debido al alto presupuesto, y van a tratar de nuevo para iniciar la producción en 2014.  En diciembre de 2013, el estudio se informa cerca de darle a la película una luz verde. El 11 de febrero de 2014 Warner Bros. estableció el 1 de julio de 2016 como una fecha de lanzamiento en todo el mundo para la película en 3D que ha comenzado oficialmente la preproducción. Village Roadshow Pictures tenían un acuerdo con el Banco Mundial para cofinanciar la película. Una sinopsis oficial fue notificada junto con algunos miembros del equipo, que incluye al director de fotografía Henry Braham, el diseñador de producción Stuart Craig, editor Mark Day, y la diseñadora de vestuario Ruth Myers serían los que van a colaborar con Yates en las escenas.

### Reparto
El 12 de agosto de 2012, el nadador Michael Phelps estaba en conversaciones para unirse al elenco de la película para interpretar diversas escenas como debut de su carrera en mundo del espectáculo. El 7 de noviembre de 2012, el estudio observaba a Tom Hardy , Henry Cavill y Charlie Hunnam para desempeñar el papel principal en la película. El 14 de noviembre de 2012, Alexander Skarsgård como claro favorito para interpretar a Tarzán, fue anunciado en el elenco por elección del director Yates, para Interpretar el papel principal, mientras que Samuel L. Jackson también esta en el punto mira para el papel de Williams en el película. El 6 de marzo de 2013, Yates quería Jessica Chastain como candidata en el papel principal femenino como Jane Porter. También en algún momento se quería a la estrella Jamie Foxx para un rol de reparto en la película.  El 26 de septiembre de 2013, Christoph Waltz estaba en conversaciones para interpretar como un villano en la película ; que más tarde fue elegido como un soldado belga llamado Capitán Rom que intenta capturar a Tarzán, a cambio de un rescate en diamantes.
El estudio tenía puesto sus ojos en Margot Robbie y Emma Stone para caracterizar el personaje principal femenino Jane Porter. Joseph Sapio era una selección de último minuto de Yates para el papel de Hunter el 10 de agosto de 2014. El 11 de diciembre de 2013, Jackson, que estaba siendo valorado previamente, firmó para interpretar Williams en el film. El 18 de enero de 2014, Robbie fue confirmada para interpretar a la protagonista femenina como Jane en la película ' ' Tarzán ' ' junto con Skarsgard, superando a Stone para este papel. El 4 de junio, Djimon Hounsou fue llamado a desempeñar al Jefe tribal Mbonga en la película. El 17 de junio, Osy Ikhile esta en el elenco para interpretar un papel secundario, pero el personaje no estaba anunciado. Ella Purnell fue elegida como joven Jane Porter.

## Recepción
La leyenda de Tarzan ha recibido críticas mixtas por parte de la crítica especializada, pero más positivas por parte del público. En el portal de internet Rotten Tomatoes, la película posee una aprobación de 36%, basada en 194 reseñas, con una puntuación promedio de 5/10 por parte de la crítica y con un consenso que dice: «La leyenda de Tarzán tiene mucho más en mente que otras películas presentando al personaje clásico, pero eso no es suficiente para cubrir su argumento genérico y su paso lento», mientras que de la audiencia recibió una aprobación de 70%.
La página Metacritic le ha dado a la película una puntuación de 44 de 100, basada en 41 críticas, indicando «reseñas mixtas o promedio». Las audiencias de CinemaScore le han dado una calificación de "A-" en una escala de A+ a F, mientras que en el sitio IMDb los usuarios le han dado una puntuación de 6.2/10, con base en más de 160 000 votos.